# 桃威铁路

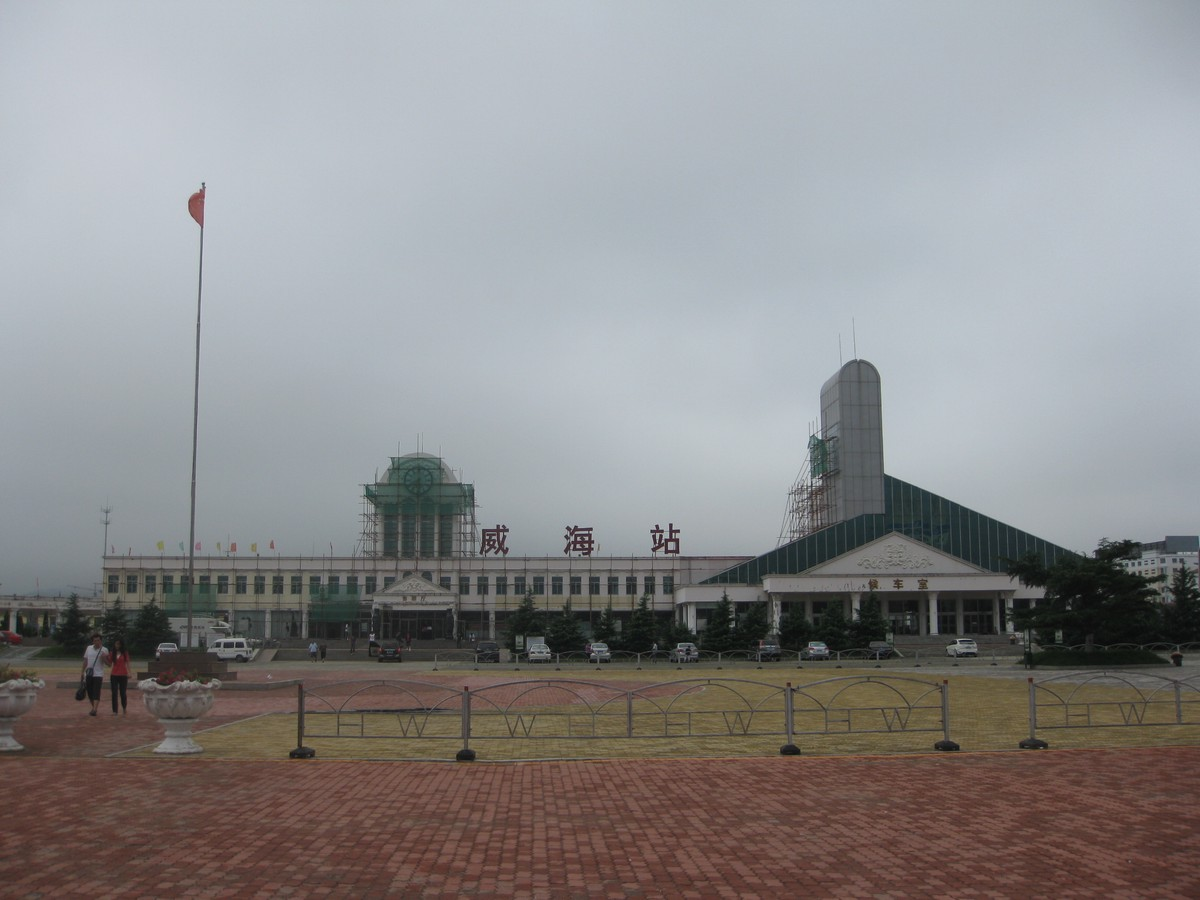
威海火车站（2009年7月）

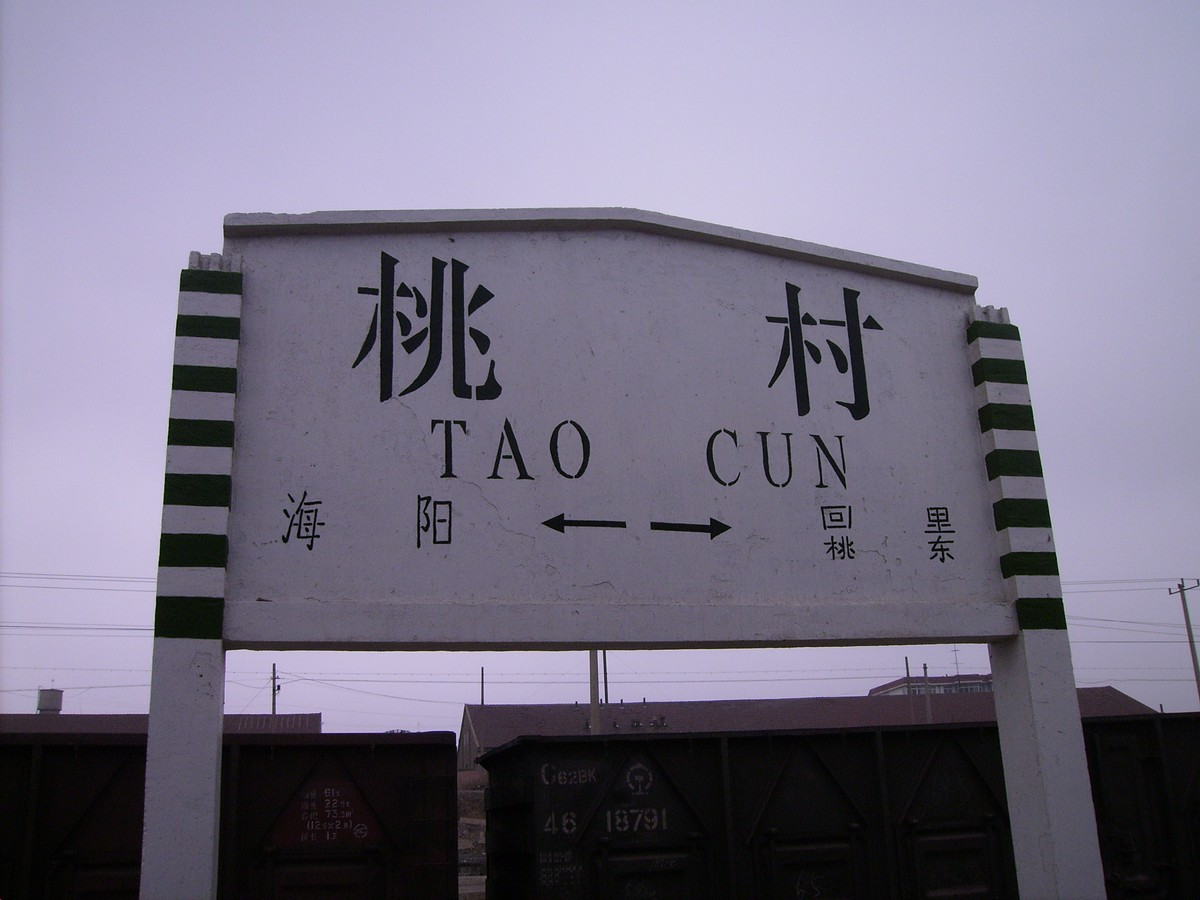
桃村站站牌。国铁桃村站是蓝烟铁路（回里站方向）和桃威铁路（桃村东站方向）的分歧点

桃威铁路是威海市境内的第一条铁路，途径栖霞市、牟平区、乳山市、文登区、环翠区，在国铁桃村站与蓝烟铁路接轨，向东南方向延伸，在乳山市区北部折向东偏北，逐渐折向正北，终点位于威海市区南部的威海经济技术开发区。为威海市自行筹措资金修建的地方铁路，隶属威海市地方铁路事业发展中心（原威海市地方铁路管理局），由济南铁路局代管。地铁Ⅰ级、国铁Ⅱ级标准客货混行标准轨单线铁路，全线长137.5公里，项目总投资6.5亿元，全线共动用土石方1450万立方米，建造各类桥涵548座(其中特大桥3座)，房建总面积6万平方米，征用土地606.67公顷。

## 历史
1989年，当时的国家计委批复项目，1990年11月28日正式开工，1994年1月19日全线贯通，4月22日开始模拟试运行，1995年3月26日试运行。1996年4月27日起开行客运列车，同年8月1日正式运营并开通全国直通货运，1998年7月1日正式开行图定列车，同时威海客站开工，总面积3618平方米，同年12月起将蒸汽机车更换为5台大连机车厂生产的东风4B型内燃机车，2000年底最后一台蒸汽机车退役。
1999年9月21日，二期工程——疏港铁路专用线开工，全长8.5公里，总投资1.2亿元，从威海南站引出至威海新港。2002年9月30日投入使用。初期运量100万吨，预计近期200万吨，远期达400万吨以上。
2002年，线路扩能改建工程开工，建设文登站、乳山站候车大楼，并对线路进行更新加固。文登站候车大楼及站前广场总投资6000万元，主体工程建筑面积5800平方米；乳山站候车大楼及站前广场总投资近5000万元，主体工程建筑面积4688平方米。现已完工投入使用，使线路等级达到国铁Ⅱ级标准，大大提高了桃威铁路的综合运输能力。

## 现状
设计运送能力为货运560万吨/年，2007年货运量达80万吨。平均日运量约3000人次。截至2010年12月31日，桃威铁路累计完成货运量1920.92万吨(其中直通运量 1504.31万吨，管内运量416.61万吨)，完成货物周转量17.77亿吨公里；运送旅客1734.69万人(其中始发旅客906.91万人)，完 成旅客周转量21.21亿人公里。连续实现无责任一般C类以上事故及无责任从业人员重伤以上事故5760天。全线102个道口，其中有人看守4处，监护道口34处，无人监护64处。
自2000年8月至2010年底，威海市地方铁路管理局先后购置了75辆新客车底，用于威海至北京、济南、汉口间的旅客运输。是全国拥有自备客车底数量最多的地方铁路。
桃威铁路是全国第一家实现客运直通运输和山东省第一家实现货物直通运输的地方铁路，也是全国第一家开行进京旅客列车的地方铁路。2000年被中国地方铁路协会授予“进京快车、首创第一”荣誉称号。2010年9月，威海至北京旅客列车被铁道部授予“红旗列车”荣誉称号，是全国第一家获此称号的地方铁路。

### 车站
沿途设桃村东、诸往、乳山、下初、文登、威海南、威海7个车站，其中下初站和威海南站为货运站，威海站为客运站，其余为客货两用站。另有隶属于威海南站的草庙子站和隶属于文登站的铺集站。桃村东站和诸往站之间曾设埠西头站，现已取消。

### 客运
设计能力最多可开行8对客车。初期开行至青岛的旅游列车。第一列图定旅客列车开行于1998年7月1日，由威海至济南。1999年7月开行暑期进京列车，次年10月正式图定，成为第一条开行进京列车的地方铁路。目前开行四对旅客列车，分别由威海开往济南（K8262/K8261次）、北京（北京站）（K411/K412次）、汉口（K1068/5、K1066/7次）菏泽（5039/5042、5040/5041次）。

## 未来
于2016年建成通车的青荣城际铁路引入既有威海站，并将威海站改扩建为5台10线。未来还将建成一个动车编组场和停车场，作为青荣城际铁路的沿线重要始发站之一。。城际铁路建成后，桃威铁路将逐步客货分离，以货运为主。